# Horní Podluží
Horní Podluží település Csehországban, Děčíni járásban. Horní Podluží Jiřetín pod Jedlovou, Dolní Podluží, Varnsdorf és Rybniště településekkel határos. Lakosainak száma 817 fő (2024. január 1.).

## Népesség
A település lakosságának változását az alábbi diagram mutatja:
| Lakosok száma | 2086 | 1946 | 1748 | 813  | 846  | 740  | 786  | 820  | 799  | 817  |
|               | 1869 | 1900 | 1921 | 1961 | 1980 | 2011 | 2016 | 2019 | 2021 | 2024 |